# Тюлень звичайний
Тюле́нь звича́йний (Phoca vitulina) — хижий ссавець, вид родини тюленевих, представник роду тюлень (Phoca). Мешкають у прибережних водах північної Атлантики й Тихого океану, а також Балтійського й Північного морів. Завдовжки вони до 190 см, а вагою до 170 кг. Забарвлення від чорно-сірого до піщано-коричневого з безліччю дрібних плям. Самці більші, часто темнішого кольору, живуть менше (20–25 років проти 30–35). Спочивають здебільшого на кам'янистих берегах, а полюють на рибу, головоногих молюсків і ракоподібних. Самиці, після дев'ятимісячної вагітності, народжують одне дитинча, про яке доглядають самостійно.

## Опис
Дорослі самці мають довжину 1.6–1.9 м і вагу 70–150 кг, дорослі самиці — 1.5–1.7 м і 60–110 кг. При народженні дитинчата мають 82–98 см і 8–12 кг. Забарвлення варіюється за кольором від коричнево-чорного до жовто-бурого або сірого; нижня частина, як правило, світліша. Тюлені мають малюнок плям, або темних на світлому фоні, або світлих на темному. Голови великі округлі, на яких відсутні зовнішні вуха, хоча кістки середнього вуха великі. Вони мають вузькі ніздрі, які легко закриваються під час плавання. Ласти довгі та плоскі, кожен складається з п'яти перетинчастих пальців. Швидкість і спритність у воді посилюються за допомогою задніх кінцівок та гнучких рухів тіла. Товсті шари підшкірного жиру забезпечують енергію та ізоляцію.

Самці стають статевозрілими у віці чотирьох-шести років, а самиці — у віці від трьох до п'яти років. Самиці народжують одне дитинча. Вигодовування тюленят відбувається в середньому 26 днів. У морі тюленів найчастіше можна побачити поодинці, але іноді вони трапляються невеликими групами. Споживають велику різноманітність риб, головоногих молюсків і ракоподібних, отриманих з поверхневих, середньоводних та придонних середовищ існування. Їх раціон дуже різноманітний, і тварини з різних популяцій та районів демонструють відмінності, а також існують коливання, пов'язані із сезонними та міжрічними змінами чисельності здобичі. Довговічність становить приблизно 30–35 років і самиці живуть довше, ніж самці. До відомих хижаків належать косатки, великі білі та гренландські акули та, можливо, інші види акул, морські леви, моржі, орли, мартини й круки.

## Систематика
Один з найвідоміших видів родини тюленеві (Phocidae), типовий вид роду Тюлень (Phoca) — центрального роду родини тюленевих (Phocidae).

## Поширення
Поширений в арктичних і субарктичних районах Атлантичного й Тихого океанів. Живуть здебільшого в прибережних водах континентального шельфу та схилу, зазвичай у затоках, річках, лиманах та припливних районах. Вони також трапляються в деяких озерах. 

## Галерея

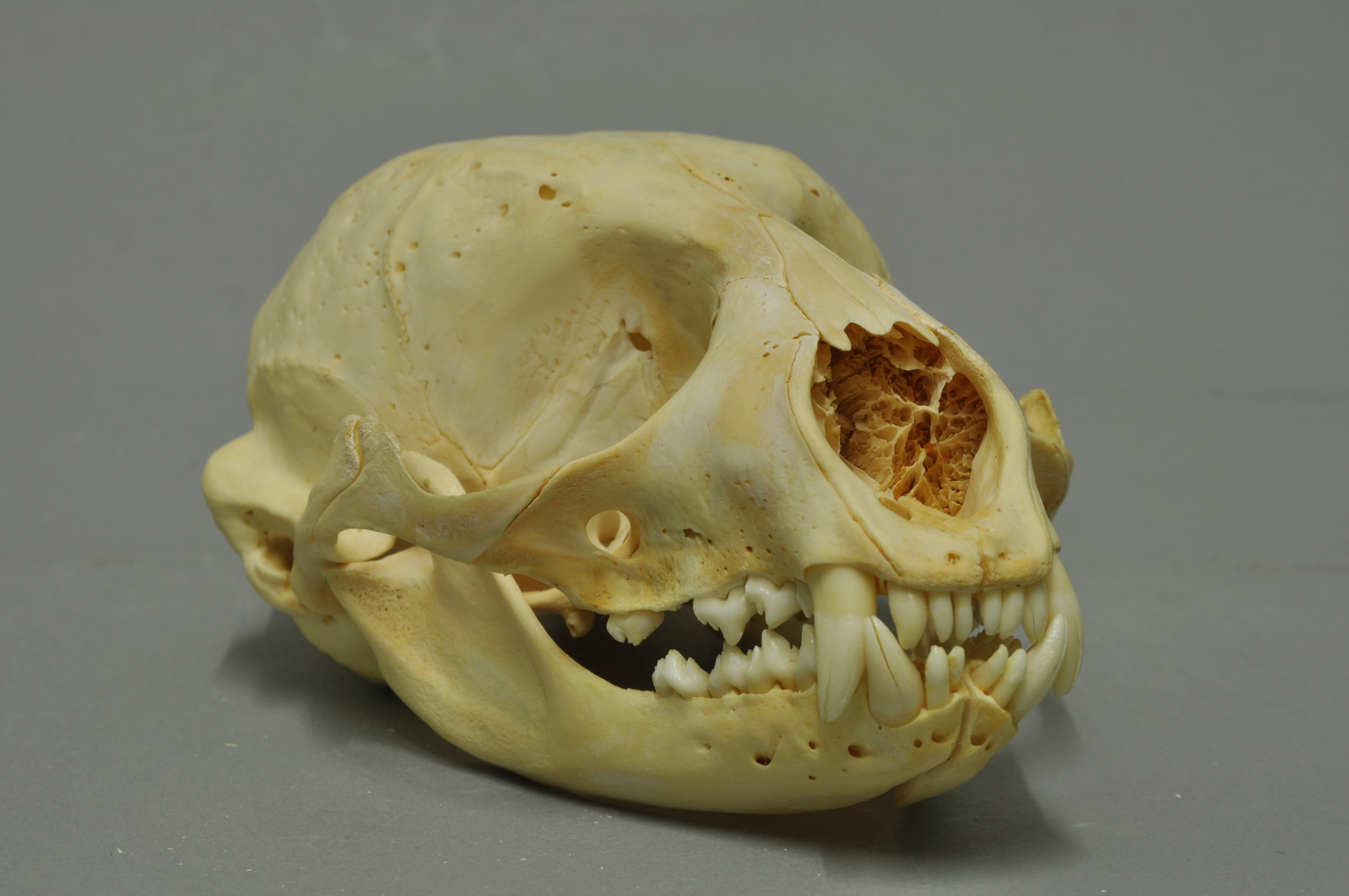
Череп
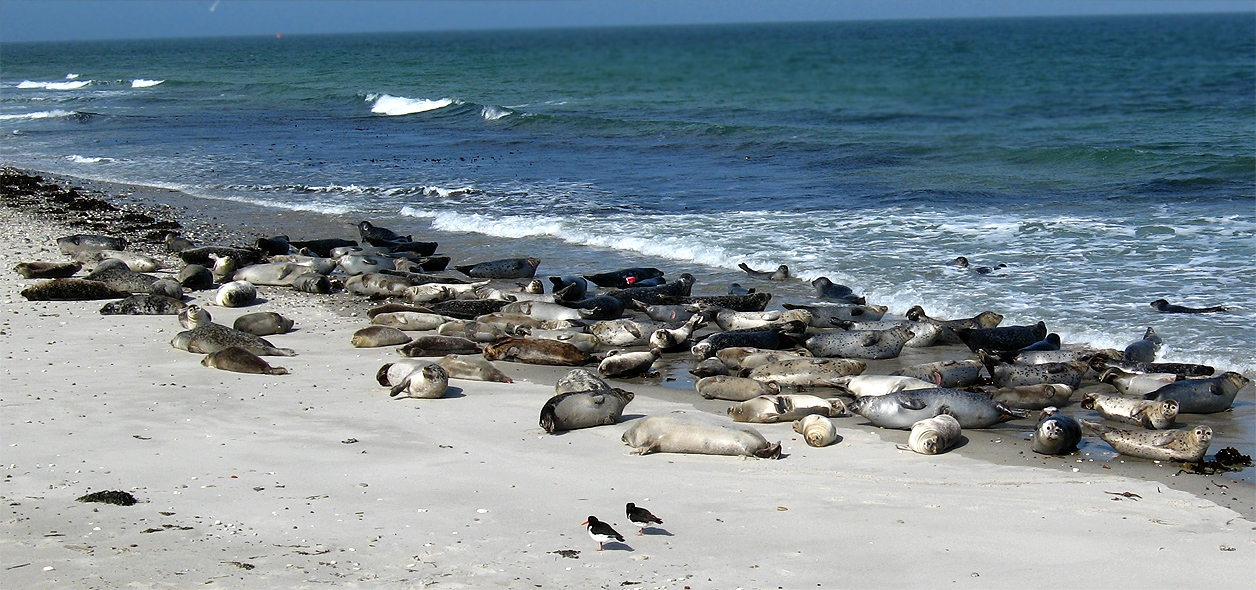
Колонія в Німеччині
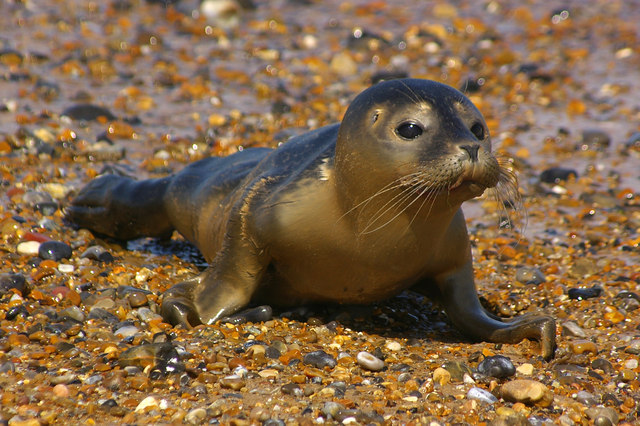
Дитинча
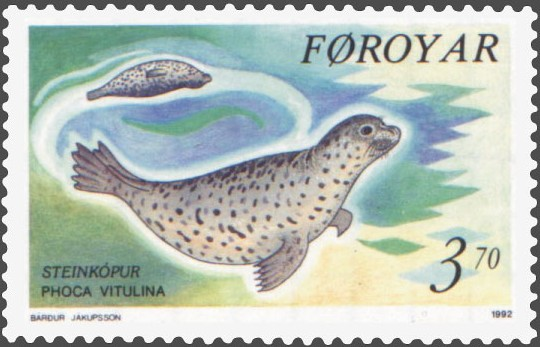
Тюлень на марці Фарерських островів